# 敖德薩 (德克薩斯州)
奧德薩是美國德克薩斯州西部的一個城市，分屬厄克托縣（兼該縣縣治）和密德蘭縣。面積95.5平方公里，2006年人口為95,163人。
城名源自烏克蘭的港市敖得薩（Odesa）。